# Juli Tamir
Juli Tamir (hebr.: יולי תמיר, ur. jako Ja’el Tamir 26 lutego 1954) – izraelska nauczycielka i polityk, członek Partii Pracy, była minister absorpcji imigrantów i minister edukacji.

## Życiorys
W latach 1972–1974 służyła w Jednostce 848 wywiadu wojskowego Izraela, Amanu. Stacjonowała m.in. na Synaju w czasie wojny Jom Kipur. Ukończyła biologię i nauki polityczne na Uniwersytecie Hebrajskim w Jerozolimie, a także studia doktoranckie z filozofii na Uniwersytecie Oksfordzkim. W latach 1989–1999 była nauczycielem akademickim na Uniwersytecie w Tel Awiwie i pracownikiem Hatman Institute w Jerozolimie, a także uniwersytetów w Princeton i Harvard.
Tamir była jednym z założycieli organizacji pacyfistycznej Pokój Teraz (שלום עכשיו – Shalom Achshav) w 1978, a w latach 1980–1985 była członkinią ugrupowania Ratz. W latach 1998–1999 była przewodniczącą Izraelskiego Stowarzyszenia na rzecz Praw Obywatelskich. Od 1985 roku jest członkinią Partii Pracy. Została wybrana po raz pierwszy do Knesetu w 1999 roku i została ministrem absorpcji imigrantów w rządzie Ehuda Baraka, jako jedna z dwóch kobiet w jego gabinecie. Dostała się także do parlamentu w wyborach w 2003 roku i zasiadała w wielu komisjach parlamentarnych, m.in. finansów, kultury i sportu, prawa i porządku. Ponadto była członkiem komisji śledczej mającej wyjaśnić sprawę domniemanej korupcji w rządzie.
Została wybrana także do siedemnastego Knesetu w 2006 roku i 4 maja 2006 weszła z ramienia Partii Pracy w skład rządu tworzonego przez Ehuda Olmerta, lidera partii Kadima. Pełniła funkcję ministry edukacji. 